# Південна Європа

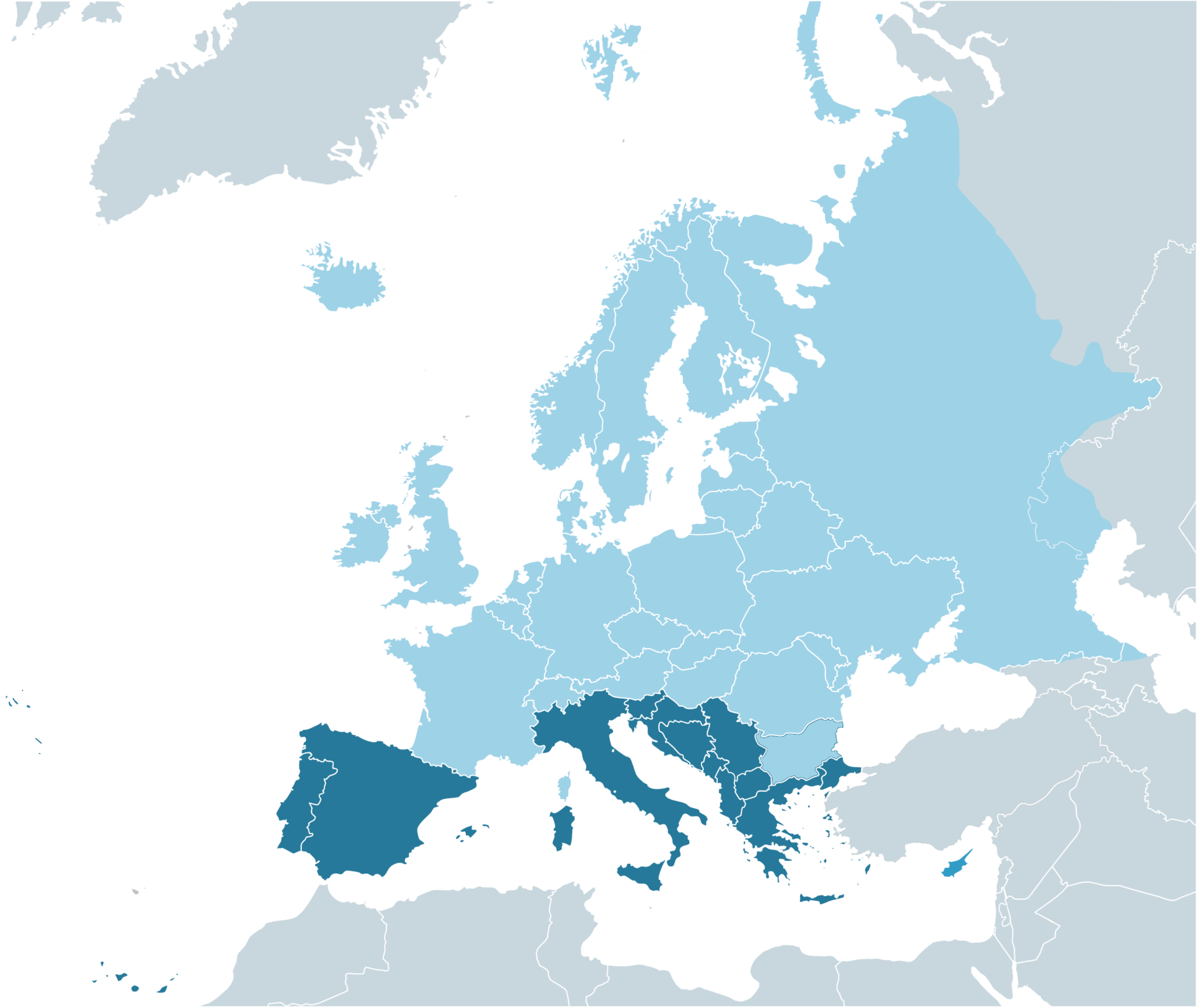
Країни Південної Європи.

Півде́нна Євро́па — південний регіон Європи. Вона також відома як Середземномо́рська Євро́па, оскільки її географія визначена Середземним морем. Поняття південної Європи включають деякі або всі ці держави та регіони: Албанія, Андорра, Боснія та Герцеговина, Болгарія, Хорватія, Кіпр, Гібралтар, Греція, південна Італія, Мальта, Монако, Чорногорія, Північна Македонія, Португалія, Сан-Марино, Сербія, Словенія, південна Франція, Іспанія, Туреччина (Східна Тракія) і мікродержава Ватикан.

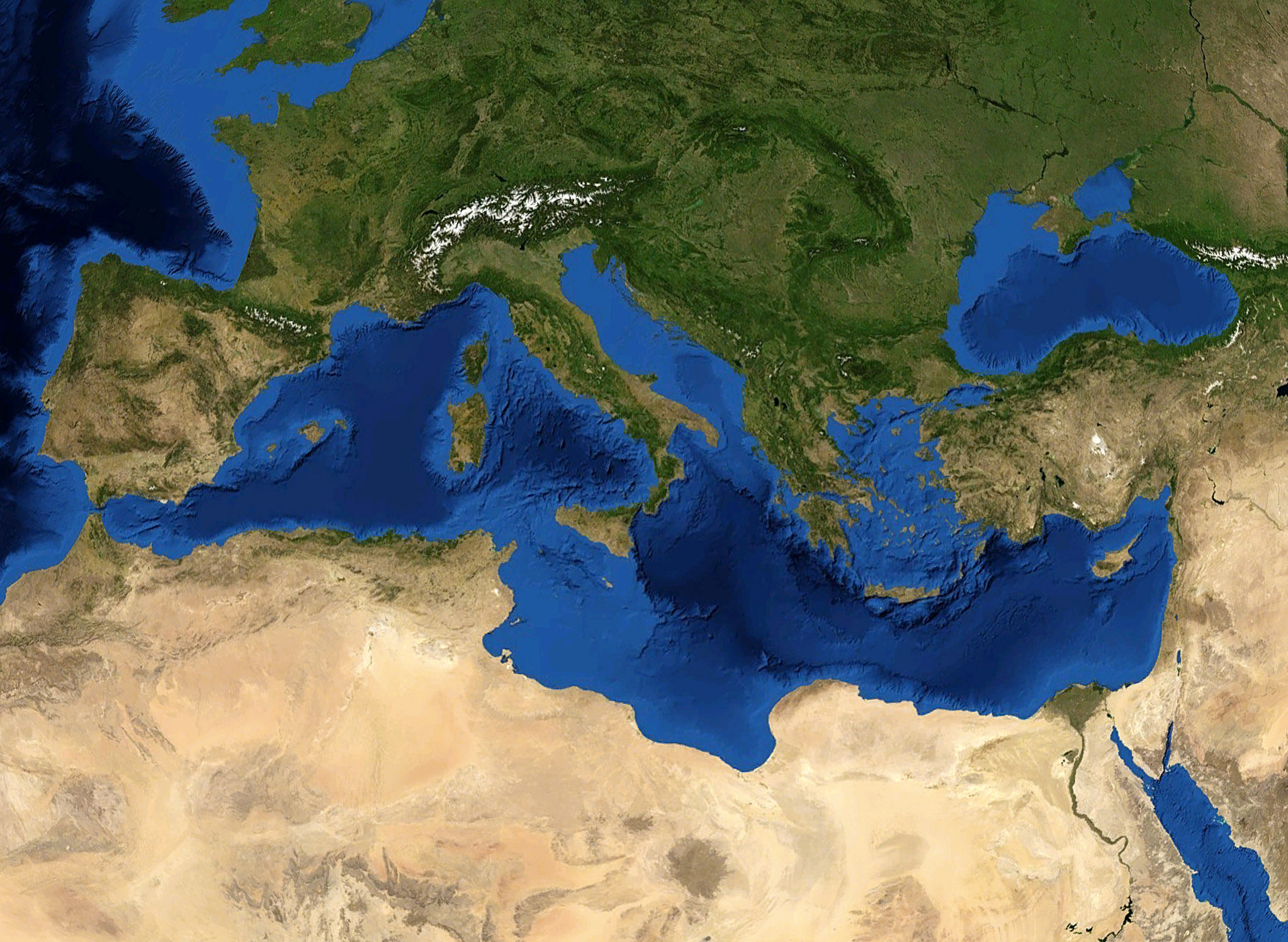
Географічними та етнокультурними кордонами Південної Європи є Піренеї, Альпи та Балканські гори на півночі та Середземне море на півдні.

Південна Європа знаходиться на трьох півостровах, розташованих на крайньому півдні Європейського континенту. Це Піренейський півострів, Апеннінський півострів і Балканський півострів. Ці три півострови відокремлені від решти Європи високими гірськими хребтами, відповідно Піренеями, Альпами та Балканськими горами. Розташування цих півостровів у серці Середземного моря, а також їх гірський рельєф забезпечують їм дуже відмінні типи клімату (головним чином субтропічний середземноморський) від решти континенту. Так, гарячий вітер Сироко, який бере початок у серці Сахари, дме над Італією, піднімаючись у глиб Альпійської дуги (Паданська рівнина). Альпи перешкоджають поширенню Сироко до решти Європи. І, навпаки, Альпи і Піренеї захищають Апеннінський і Піренейський півострови від дощів і крижаних вітрів з півдня Франції, таких як Містраль і Трамонтан. Коли дмуть Містраль і Трамонтан, це провокує явище «апвелінгу» на французькому узбережжі. Вони виштовхують поверхневі води в море і приносять глибші, прохолодніші води до узбережжя. Отже, температура води на узбережжі Франції дуже прохолодна навіть влітку, і не є типовою для решти Середземномор’я. Подібне явище відбувається між двома схилами Балканського хребта. Ці гори, крім того, були серйозною перешкодою для міграції населення, зосереджуючи південну Європу переважно на Середземноморському світі. Тому клімат і культури дуже специфічні. 
Для визначення Південної Європи, включаючи її політичні, економічні, історичні та культурні атрибути, можна використовувати різні методи. Південну Європу також визначають за її природними особливостями — її географією, кліматом і флорою. Політично дев'ять південноєвропейських країн утворюють EU Med Group. Південна Європа також приблизно відповідає європейській частині Середземноморського басейну. 

## Географія
Географічно Південна Європа є південною частиною Європейського континенту. Це визначення є відносним, хоча в основному базується на історії, культурі, кліматі та флорі, які є спільними для всього регіону. Південну Європу можна поділити на три субрегіони:
- Піренейський півострів і прилеглі острови (Південно-Західна Європа)
  - Балеарські острови (Іспанія)
  - Піренейський півострів
    - Андорра
    - Алта-Сарданья (Франція)
    - Гібралтар (Сполучене Королівство)
    - Португалія (континентальна )
    - Іспанія (континентальна[en])

  - Східні Піренеї (Франція)
- Італія (географічний регіон)[en] (Південно-Центральна Європа)
  - Приморські Альпи (Франція)[ком 10]
  - Апеннінський півострів
    - Центральна Італія
    - Сан-Марино
    - Південь Італії[en]
    - Ватикан (Святий Престол)

  - Корсика (Франція)
  - Горіція (Італія)
  - Острівна Італія[en]
    - Сардинія
    - Сицилія

  - Істрія (півострів)
    - Анкаран[en] (Словенія)
    - Істрійська жупанія (Хорватія)
    - Ізола (Словенія)
    - Копер (Словенія)
    - Муджа (Італія)
    - Піран (Словенія)
    - Сан-Дорліго-делла-Валле (Італія)

  - Мальта
  - Монако
  - Північна Італія
    - Північно-східна Італія[en]
    - Північно-західна Італія[en]

  - Тічино (Швейцарія)[ком 11]
  - Трієст (Італія)
- Південно-Східна Європа
  - Балканський півострів
    - Албанія
    - Боснія і Герцеговина
    - Болгарія
    - Хорватія (південь)
    - Туреччина (Східна Тракія)
    - Греція (материк)
    - Косово
    - Чорногорія
    - Північна Македонія
    - Румунія (Північна Добруджа)
    - Сербія (Центральна Сербія)
    - Словенія (північно-західна частина[en])

  - Хорватія (північна частина материка та прибережні острови)
  - Кіпр
  - Греція (острови)
  - Молдова[ком 12]
  - Румунія (внутрішня частина)[ком 13]
  - Словенія (північно-східна частина[en])
  - Сербія (Воєводина)

### Галерея

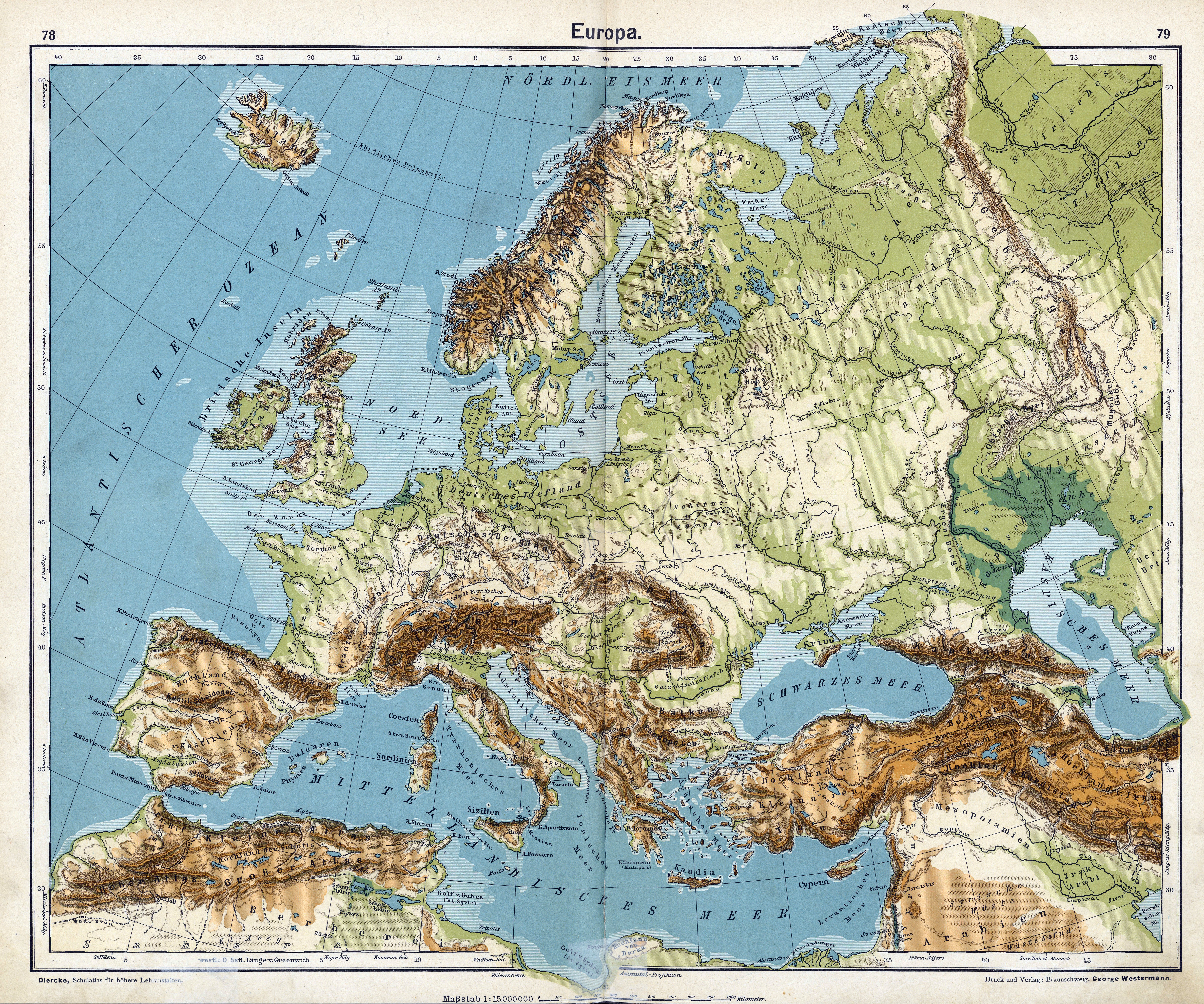
Географічна карта Європи з гірськими хребтами, що відокремлюють південну Європу.
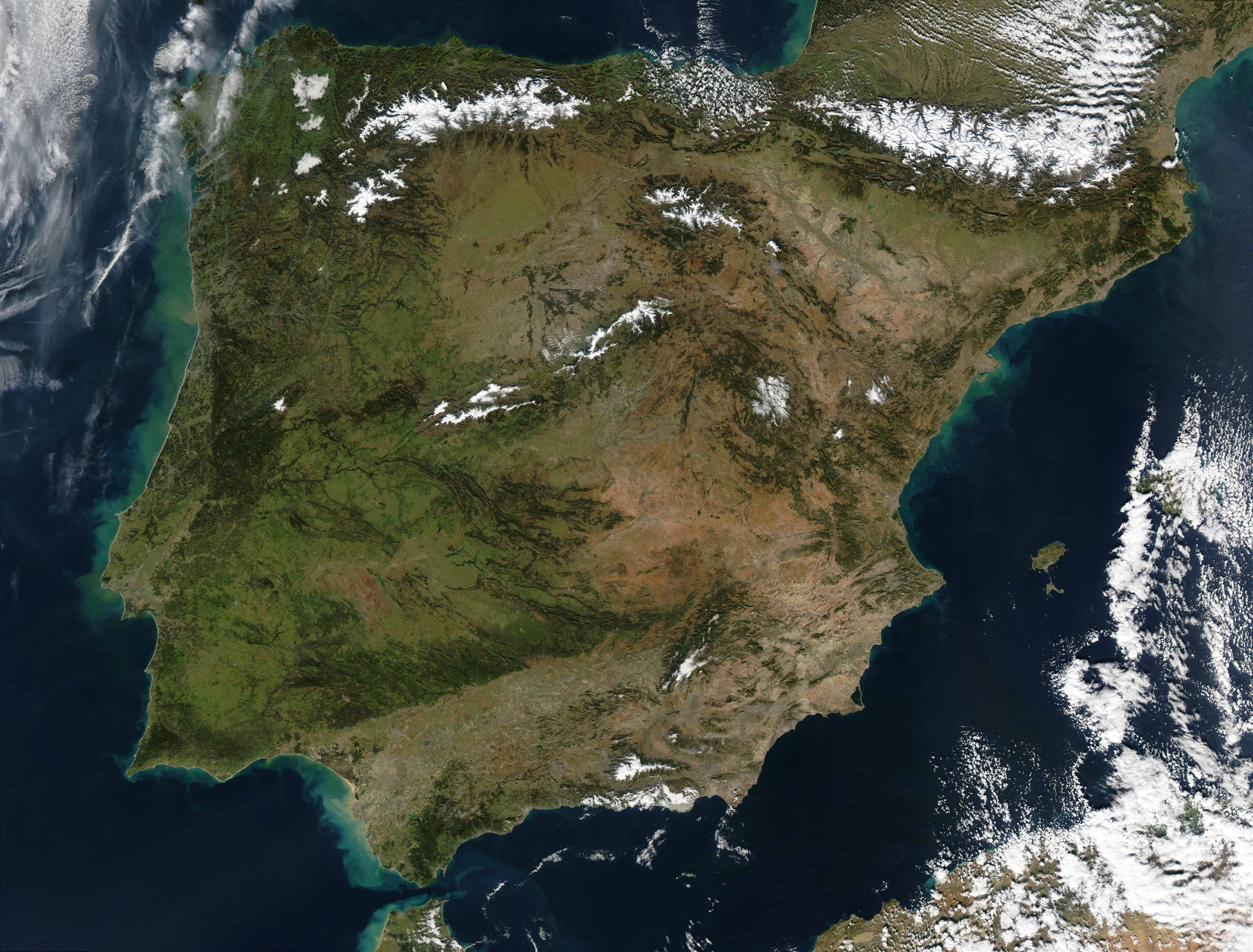
Супутниковий знімок Піренейського півострова.
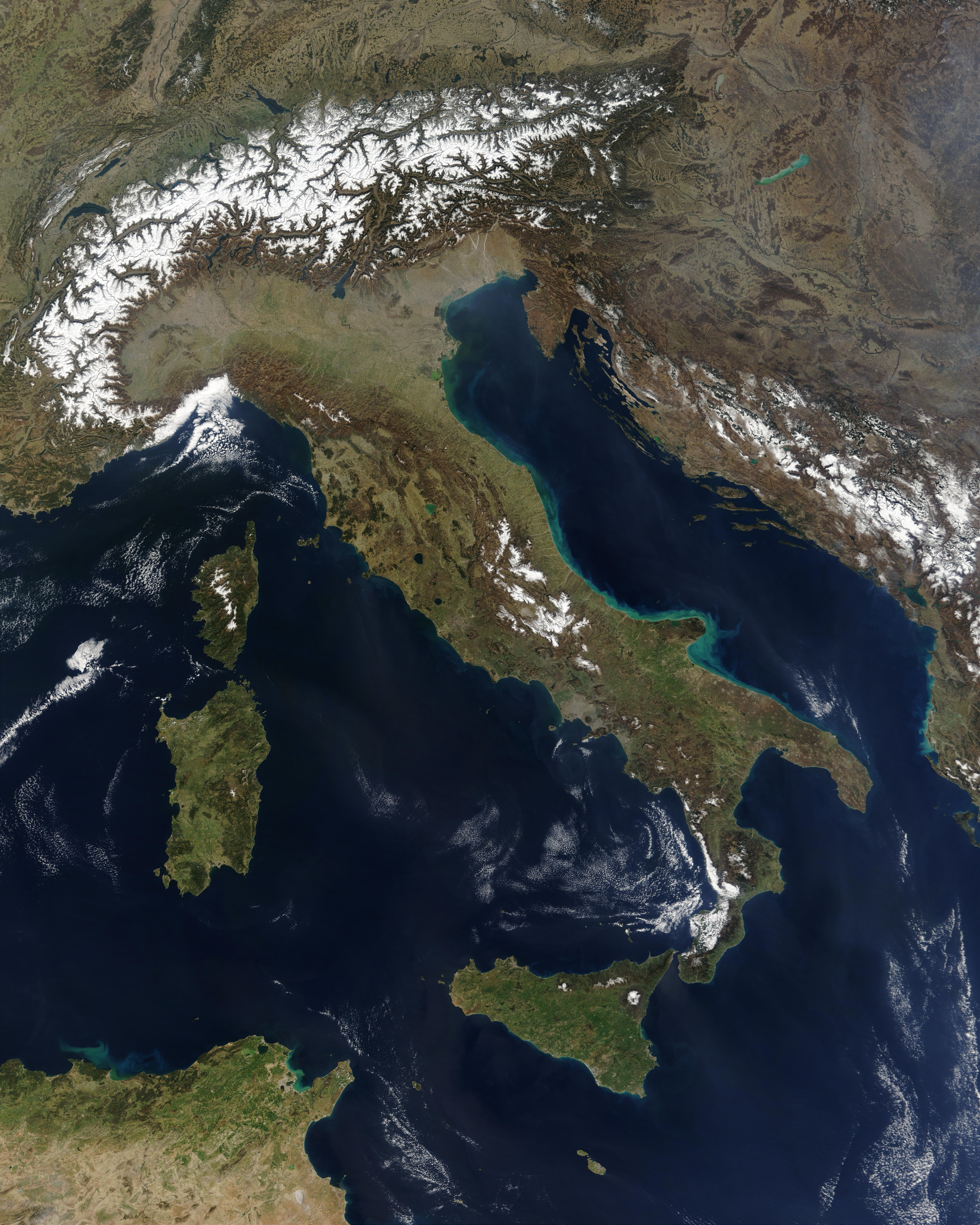
Супутниковий знімок Апеннінського півострова.
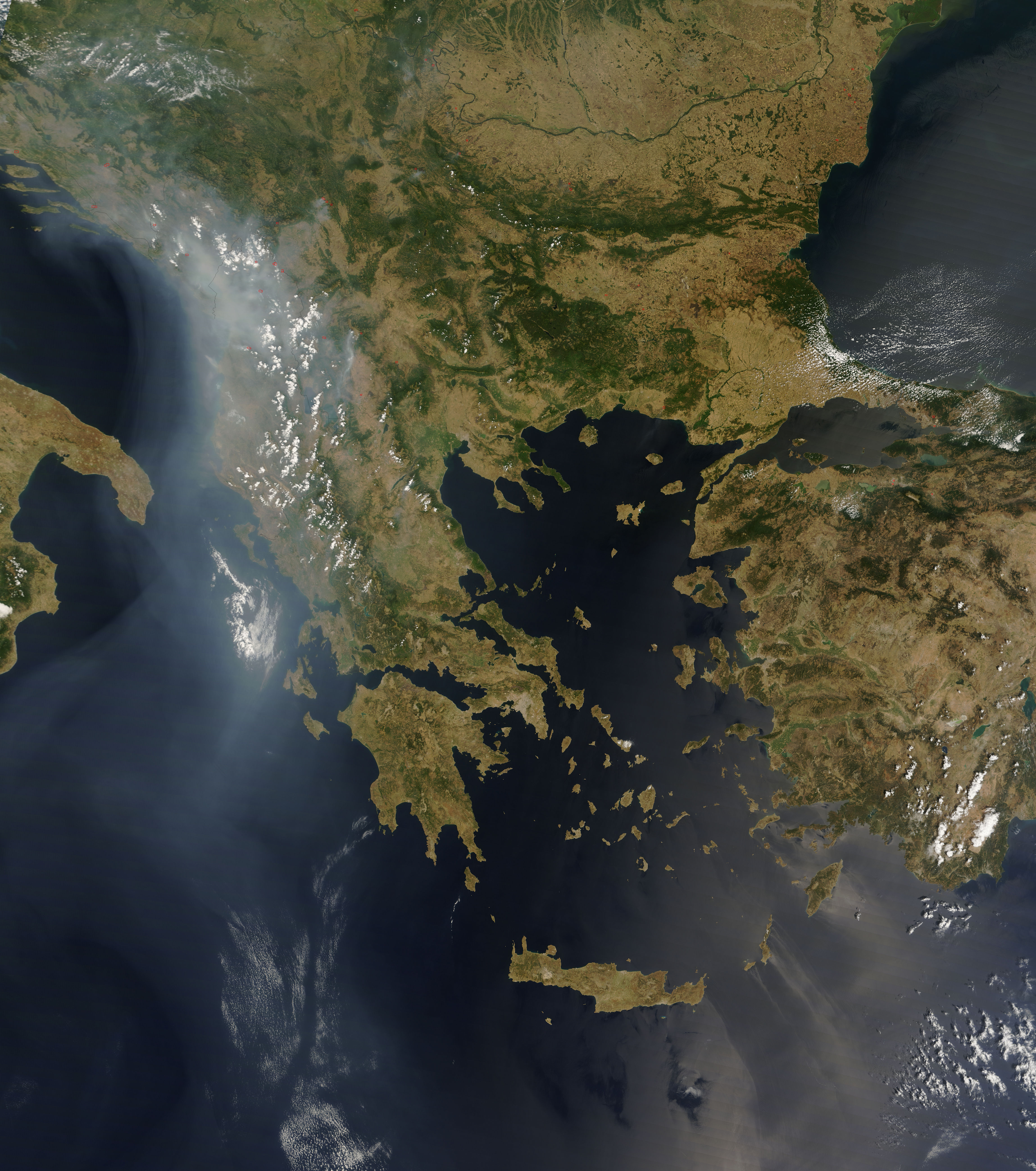
Супутниковий знімок Балканського півострова.

## Класифікація

### Геосхема ООН

Субрегіони Європи за геосхемою ООН.
Східна Європа
Північна Європа
Південна Європа
Західна Європа

Геосхема ООН — це система, розроблена Статистичним відділом ООН, яка поділяє країни світу на регіональні та субрегіональні групи на основі класифікації кодування M49. Поділ зроблено для статистичної зручності та не передбачає жодних припущень щодо політичної чи іншої приналежности держав або територій.
У геосхемі ООН такі держави класифікуються як Південна Європа:

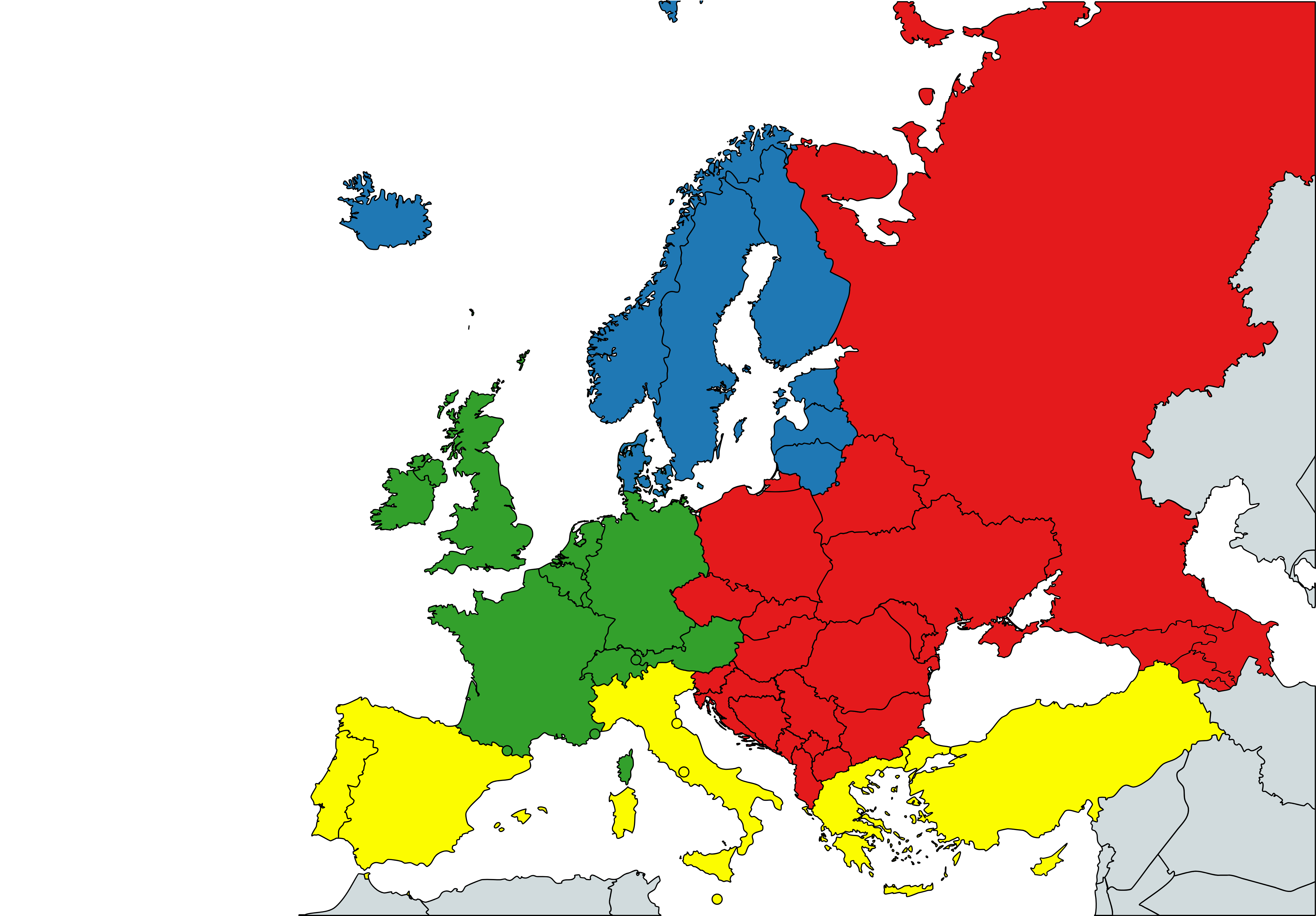
Європейські субрегіони згідно з EuroVoc:
Північна Європа
Західна Європа
Південна Європа
Центральна та Східна Європа

- Андорра
- Албанія
- Болгарія
- Боснія і Герцеговина
- Ватикан
- Гібралтар
- Греція
- Іспанія
- Косово
- Мальта
- Північна Македонія
- Португалія
- Румунія
- Сан-Марино
- Сербія
- Туреччина
- Хорватія
- Чорногорія

### EuroVoc
EuroVoc — це багатомовний тезаурус, який підтримується Офісом публікацій Європейського Союзу. У цьому тезаурусі країни Європи згруповані в субрегіони. До підгрупи Південна Європа входять такі країни:
- Ватикан
- Греція
- Іспанія
- Італія
- Кіпр
- Мальта
- Португалія
- Сан-Марино
- Туреччина

### ЦРУ

Регіони Європи на основі Всесвітньої книги фактів ЦРУ:
Північна Європа
Західна Європа
Центральна Європа
Південно-Західна Європа
Південна Європа
Південно-Східна Європа
Східна Європа

Центральне розвідувальне управління Сполучених Штатів Америки класифікує п'ять держав як належних до «Південної Європи»:
- Ватикан
- Греція
- Італія
- Мальта
- Сан-Марино

#### Південно-Західна Європа
Також згідно ЦРУ є класифікація «Південно-Західної Європи», де якої належать такі території:
- Андорра
- Гібралтар
- Іспанія
- Португалія
- Мальта
- Сан-Марино

#### Південно-Східна Європа
Також ЦРУ класифікує дев'ять держав як належних до «Південно-Східної Європи»:
- Албанія
- Болгарія
- Боснія і Герцеговина
- Косово
- Північна Македонія
- Румунія
- Сербія
- Туреччина
- Хорватія
- Чорногорія

### Європейська туристична комісія
Європейська туристична комісія поділяє європейський регіон на основі моделі вимірювання рішень щодо туризму (TDM). Держави, які належать до південної/середземноморської Європи в цій класифікації:
- Албанія
- Боснія і Герцеговина
- Греція
- Іспанія
- Італія
- Косово
- Мальта
- Північна Македонія
- Португалія
- Сербія
- Словенія
- Туреччина
- Хорватія
- Чорногорія

## Склад

Основні регіони Європи

До регіону традиційно відносять країни (зі столицями):
- Португалія — Лісабон
- Іспанія — Мадрид
- Андорра — Андорра-ла-Велья
- Італія — Рим
- Ватикан — Ватикан
- Сан-Марино — Сан-Марино
- Греція — Афіни
- Мальта — Валетта
- Кіпр — Нікосія
- Албанія — Тирана
- Хорватія — Загреб
- Туреччина — Анкара

## Історія

### Рання історія

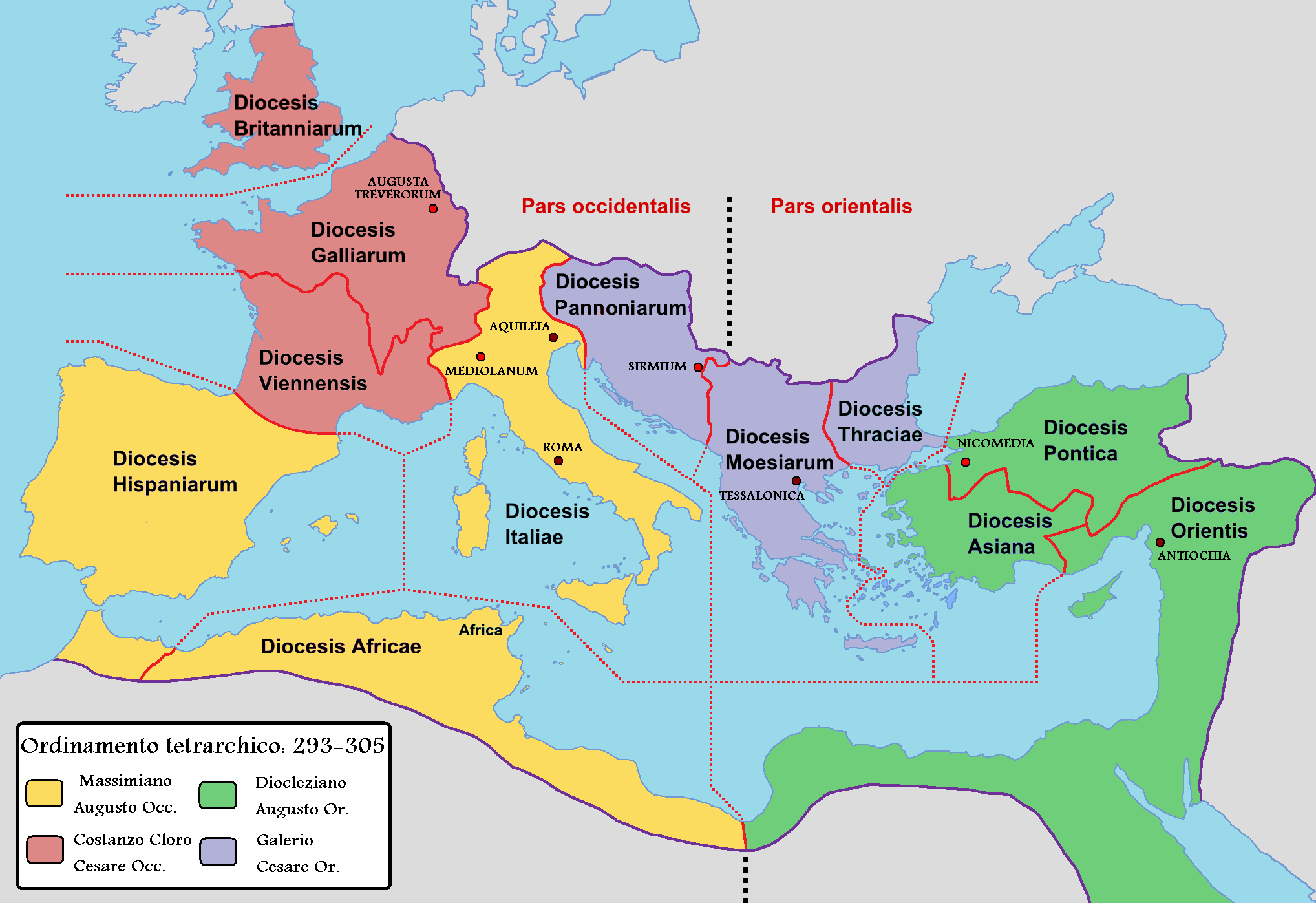
Римська імперія. Жовтим південний захід Європи, фіолетовим південний схід.

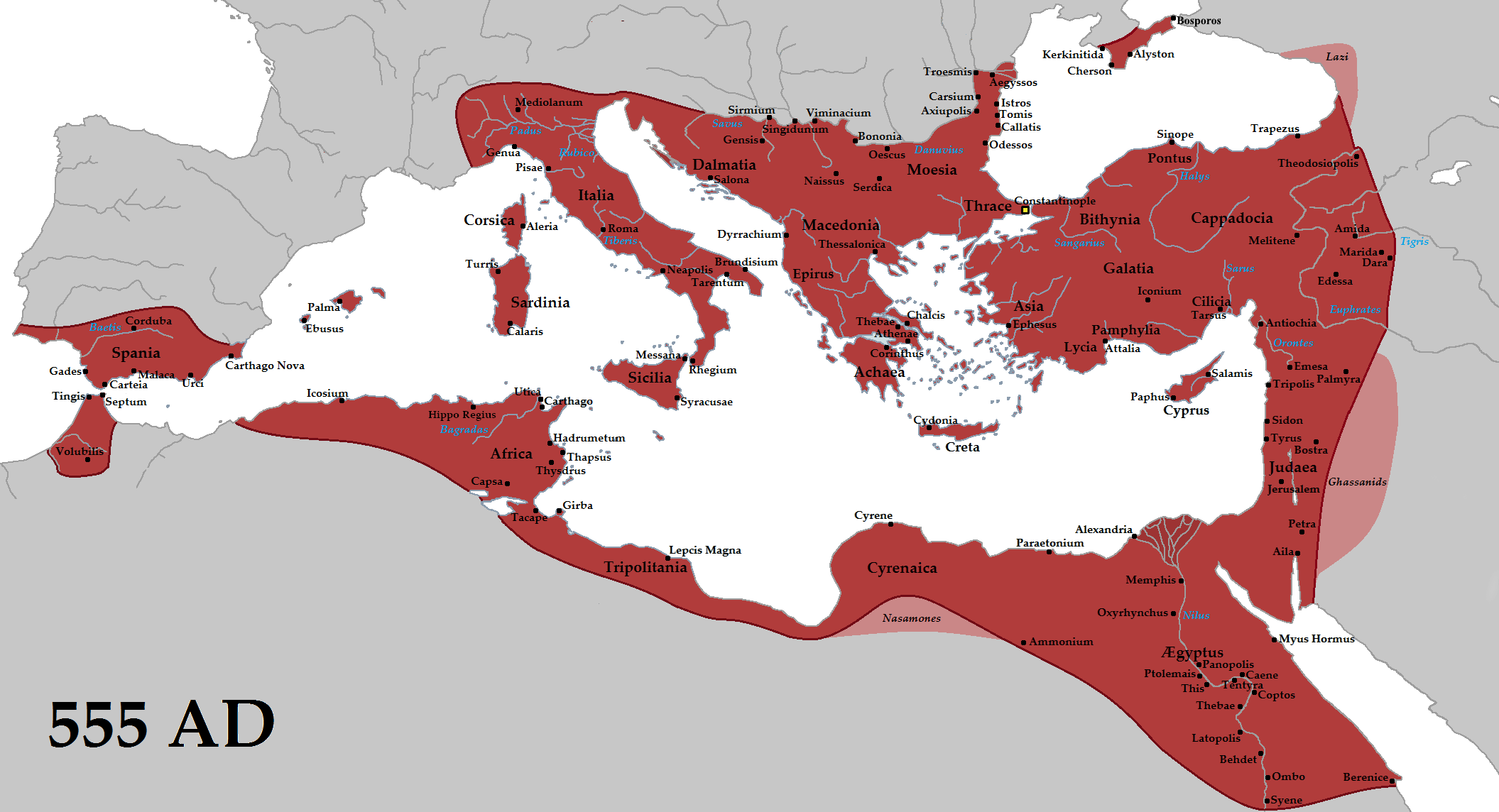
Східна Римська імперія в основному орієнтувалася на Південну Європу.

Фінікійці спочатку розширили свої володіння з ханаанських портів, домінуючи в торгівлі в Середземномор'ї до VIII століття до нашої ери. Картаген був заснований у 814 році до н.е., і до 700 року до н.е. картагеняни міцно закріпилися на Сицилії та Сардинії (обидва регіони в сучасній Італії), що створило конфлікт інтересів з Етрурією. Пізніше її колонії досягли Західного Середземномор’я, зокрема Кадіс в Іспанії і, особливо, Картаген у Північній Африці, і навіть Атлантичного океану. Цивілізація поширилася по всьому Середземномор'ю між 1500 і 300 роками до нашої ери.
Період, відомий як класична античність, розпочався з виникненням міст-держав Стародавньої Греції. Грецький вплив досяг свого зеніту під час експансивної імперії Александра Македонського, поширившись по всій Азії. Римська імперія стала домінувати над усім Середземноморським басейном у величезній імперії, заснованій на римському праві та римських легіонах. Вона сприяла торгівлі, толерантності та грецькій культурі. До 300 року нашої ери Римська імперія була розділена на Західну Римську імперію з центром у Римі та Східну Римську імперію з центром у Константинополі. Напади готів призвели до падіння Західної Римської імперії в 476 році нашої ери, дата, яка традиційно відзначає кінець класичного періоду та початок середньовіччя. У середні віки Східна Римська імперія вижила, хоча сучасні історики називають цю державу Візантійською імперією. У Західній Європі германські народи зайняли владні позиції в залишках колишньої Західної Римської імперії та заснували власні королівства та імперії.
Розпочався період, відомий як Хрестові походи, низка релігійно вмотивованих військових експедицій, які спочатку мали на меті повернути Левант під християнське панування. У східному Середземномор’ї було засновано кілька держав хрестоносців. Хрестоносці мали глибокий вплив на багато частин Європи. Падіння Константинополя в 1204 році призвело до раптового кінця Візантійської імперії. Незважаючи на те, що пізніше цю державу спробували відновити, вона ніколи більше не мала своєї колишньої слави. Хрестоносці заснували торговельні шляхи, які переросли у Великий шовковий шлях і відкрили шлях для торговельних республік Генуї та Венеції. Реконкіста, споріднений рух, працював над відвоюванням Іберії для християнського світу. Пізнє Середньовіччя стало періодом потрясінь у Європі. Епідемія, відома як «чорна смерть», і пов’язаний з нею голод спричинили демографічну катастрофу в Європі, оскільки населення різко скоротилося. Династична боротьба та загарбницькі війни тримали багато держав Європи у стані війни протягом більшої частини періоду. На Балканах Османська імперія, тюркська держава, що виникла в Анатолії, постійно зазіхала на колишні візантійські землі, кульмінацією чого стало падіння Константинополя в 1453 році.

### Постсередньовіччя

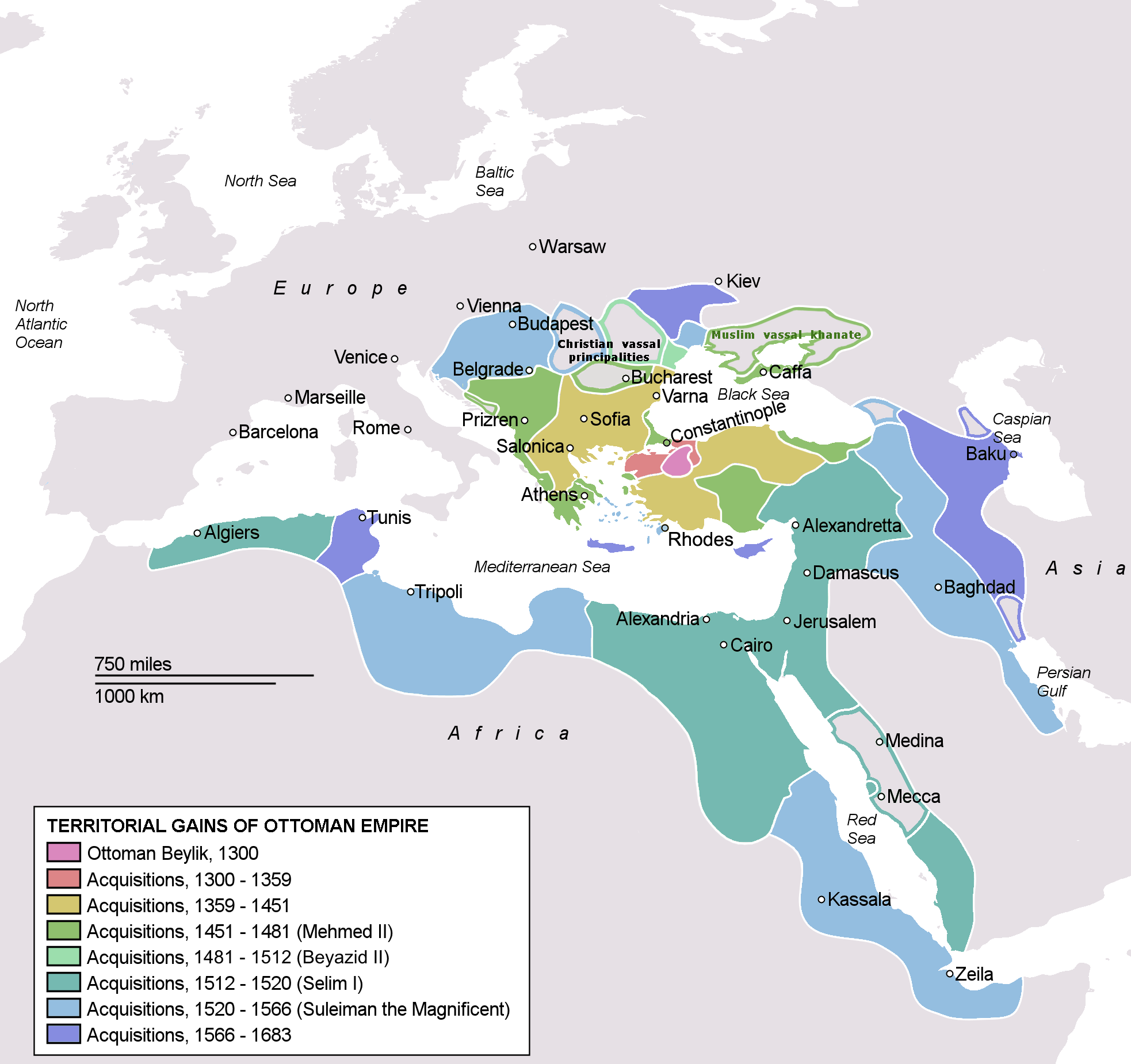
Османи протягом століть контролювали більшу частину Середземного моря.

Розпочавшись приблизно у XII столітті у Флоренції, а згодом поширившись Європою з розвитком друкарського верстата, Відродження знань кинув виклик традиційним доктринам у науці та богослов'ї. Арабські тексти і думки призвели до перевідкриття класичних грецьких і римських знань. Католицька реконкіста Португалії та Іспанії призвела до серії океанічних досліджень, що призвело до епохи Великих географічних відкриттів, яка встановила прямі зв’язки з Африкою, Америкою та Азією. Протягом цього періоду іберійські сили брали участь у всесвітній боротьбі з ісламськими суспільствами; фронти цієї іберо-ісламської світової війни простягнулися від Середземного моря до Індійського океану, нарешті залучивши острови Південно-Східної Азії. Зрештою цей екуменічний конфлікт закінчився, коли нові гравці — Англія, Нідерланди та Франція — замінили Іспанію та Португалію як головних агентів європейського імперіалізму в середині XVII століття.
Європейська закордонна експансія призвела до зростання колоніальних імперій, створивши Колумбійську біржу. Поєднання надходження ресурсів з Нового Світу та промислової революції в Сполученому Королівстві дозволило створити нову економіку, засновану на виробництві замість натурального сільського господарства. У період між 1815 і 1871 роками відбулася велика кількість революційних спроб і війн за незалежність. Балканські країни почали відновлювати незалежність від Османської імперії. Італія об’єдналася в національну державу. Захоплення Риму в 1870 році поклало край папській світській владі.

### Новітній час
Початок Першої світової війни в 1914 році був прискорений зростанням націоналізму в Південно-Східній Європі, коли великі держави стали на чийсь бік. Союзники перемогли Центральні держави в 1918 році. Під час Паризької мирної конференції Велика четвірка нав'язала свої умови в ряді договорів, особливо у Версальському договорі. Нацистський режим Адольфа Гітлера прийшов до влади в 1933 році, і разом з Муссоліні Італія прагнула отримати контроль над континентом до Другої світової війни. Після перемоги союзників у Другій світовій війні Європу розділила залізна завіса. У державах Східної та Південно-Східної Європи домінував Радянський Союз і вони стали комуністичними державами. Основні некомуністичні країни Південної Європи приєдналися до очолюваного США військового альянсу (НАТО) і створили Європейські Спільноти (ЄС). Країни радянської сфери впливу приєдналися до військового союзу під назвою Варшавський договір та економічного блоку під назвою Рада економічної взаємодопомоги. Соціалістична Федеративна Республіка Югославія була нейтральною. Загальною рисою південно-східних держав є те, що всі вони мають досвід соціалізму, тим не менш, початок 1990-х років був приблизно таким ж. Для деяких з цих держав головним викликом було здобуття незалежности, тоді як іншим довелося зіткнутися з бідністю та глибокою диктатурою. В економічному плані, паралельно з політичними змінами та переходом до демократії, – як правові держави – попередні командно-адміністративні економіки були законодавчо трансформовані в ринкову економіку, а також створені або відновлені основні макроекономічні чинники: бюджетні правила, державний авдит, національна валюта, центральний банк. Загалом південно-східні держави незабаром зіткнулися з такими проблемами: висока інфляція, високий рівень безробіття, низький рівень економічного зростання та високий державний борг. До 2000 року ці економіки стабілізувалися, і між 2004 і 2013 роками деякі з них приєдналися до Європейської Унії та Шенгенської зони, а Словенія, Хорватія та Болгарія ввели євро.
Завдяки післявоєнному економічному диву Італія знову стала великою промислово розвиненою країною. Європейська Унія (ЄУ) передбачала розподіл повноважень: податки, охорона здоров’я та освіта опікувалися національними державами, тоді як ЄУ відповідала за правила ринку, конкуренцію, правові стандарти та охорону навколишнього середовища. Радянська економічна та політична система розвалилася, що призвело до кінця комунізму в країнах-сателітах у 1989 році та розпаду самого Радянського Союзу в 1991 році. Європейська Унія розширилася та включила багато колишніх комуністичних європейських країн – Румунію та Болгарію (2007) та Хорватію (2013). Західні Балкани перебувають у процесі європейської інтерграції.
Ґотардський базовий тунель був завершений у 2016 році, головна і пряма транспортна вісь між Північною та Південною Європою. Ґоттард вписався в довгу історію транзиту через Альпи, під час якого вони поступово перетворювалися з перешкоди на коридор між Північним і Середземним морями.

## Загальні відомості
До Південної Європи належать 10 країн і 1 залежна територія — Гібралтар (володіння Великої Британії). Особливість регіону — розташування тут найменшої за площею держави міста Ватикан, територія якого становить 44 га, і найдавнішої республіки світу — Сан-Марино. Майже 10% площі регіону припадає на острови у Середземному морі і Атлантиці: Сицилія, Сардинія, Крит, Кіпр, Мальта, Мадейра, Балеарські, Азорські, Канарські острови тощо.
Середземноморська природа, вплив моря зумовили наявність у господарстві регіону, традиціях і культурі народів багатьох спільних рис. Південна Європа — один із регіонів формування людського суспільства, надбання її народів справили величезний вплив на розвиток світової культури. Цілком справедливо її називають «колискою європейської цивілізації». Стосується це насамперед Греції та Італії, де сформувалися античні високорозвинуті держави: Стародавня Греція (з середини 2 тисячоліття до н. е., розквіт — 5-4 століття до н. е.) і Стародавній Рим (з середини 8 століття до н. е., розквіт — перші століття нашої ери).
Сан-Марино — найдавніша республіка Європи. Згідно з легендою, вона заснована у 301 році каменярем Марино, якого згодом стали вважати християнським святим. 1631 року Папа Римський офіційно визнав незалежність цієї держави. З 1862 року республіка перебуває під італійським протекторатом.

## Економіко-географічний нарис
Важливою особливістю економіко-географічного положення країн Південної Європи, які розташовані на півостровах і островах Середземного моря, є те, що всі вони знаходяться на головних морських шляхах із Європи до Азії, Африки й Австралії, а Іспанія і Португалія — також до Північної та Південної Америки. Все це ще з Доби великих географічних відкриттів позначилося на розвитку регіону, життя країн якого тісно тісно пов'язане з морем. Не менш суттєвим є і те, що регіон знаходиться між Середньою Європою та арабськими країнами Північної Африки, які мають багатосторонні зв'язки з Європою. Колишні метрополії Португалія, Італія та Іспанія дотепер зберігають вплив на деякі країни Африки. У післявоєнні роки до початку XXI століття спостерігалась масова міграція в держави Південної Європи.
Усі країни (окрім Ватикана) входять до ООН, ОЕСР, а найбільші — члени НАТО та Європейської Унії, Мальта — член Співдружности націй, очолюваної Сполученим Королівством. Для інтеграції Західних Балкан до ЄУ існує Берлінський процес, Процес співпраці у Південно-Східній Європі, Центральноєвропейська ініціатива тощо.

## Клімат

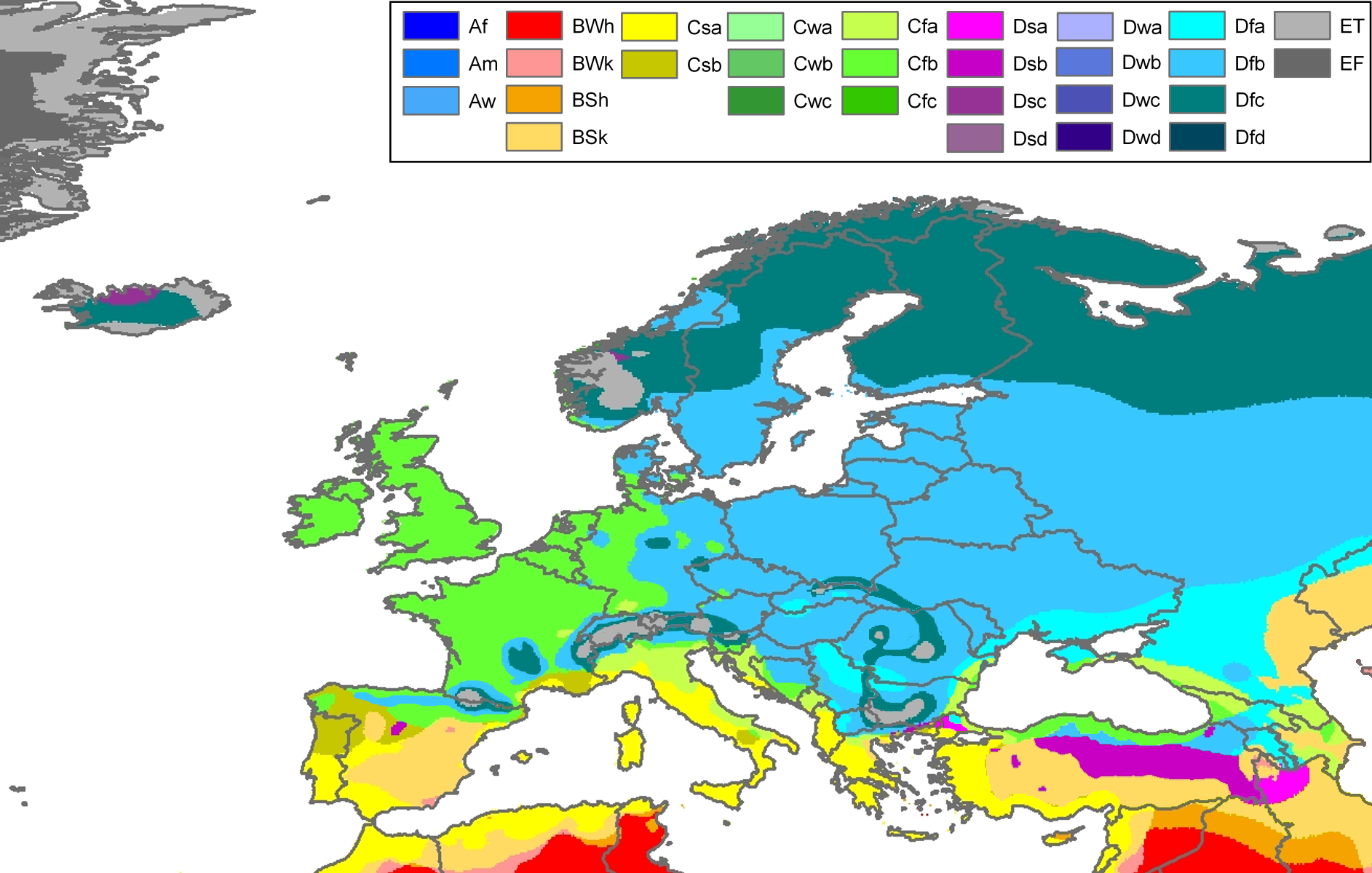
Європейський клімат. Зверніть увагу на велику різноманітність клімату Кеппена-Ґейгера в південних регіонах.

Найбільш поширеним кліматом Південної Європи є середземноморський клімат, на який впливає великий субтропічний напівпостійний центр високого атмосферного тиску, який знаходиться не в самому Середземному морі, а в Атлантичному океані, на Азорських островах. Середземноморський клімат охоплює Португалію, Іспанію, Італію, південне узбережжя Франції, прибережну Хорватію, прибережну Словенію, Герцеговину, Чорногорію, Албанію та Грецію, а також острови Середземного моря. Ці райони середземноморського клімату представляють подібні рослинності та ландшафти, включаючи сухі пагорби, невеликі рівнини, соснові ліси та оливкові дерева.
Більш прохолодний клімат є в деяких частинах південноєвропейських країн, наприклад, у гірських хребтах Іспанії та Італії. Крім того, північне узбережжя Іспанії має більш вологий атлантичний клімат. У найвищих регіонах Альп, які межують з південною Європою, можна знайти навіть клімат льодовикової шапки.
Деякі частини південної Європи мають вологий субтропічний клімат з теплим і вологим літом, на відміну від типового середземноморського клімату. Цей клімат переважно зустрічається в Італії та Хорватії навколо Адріатичного моря в таких містах, як Венеція та Трієст, а також далі на північ, біля передгір’їв Альп, у таких містах, як Комо та Лугано.

## Флора

Карта поширення Olea europaea sl (оливкове дерево)

Флора Південної Європи в основному характеризується середземноморськими лісами, рідколіссями та чагарниками, а також широколистяними та змішаними лісами помірного поясу. Середземноморський і субсередземноморський кліматичні регіони в Європі знаходяться в більшій частині південної Європи, особливо в Португалії, Іспанії, Італії, Мальті, Албанії, Греції, Кіпрі та на всіх островах Середземного моря, а також у південно-східній Франції, на балканському узбережжі Середземного моря та частині Македонії.

У прибережних районах Середземного моря дуже поширені оливкові гаї, чагарники маквісу та степи. На більших висотах або широтах вони змінюються каштановими та (часто порослевими) змішаними лісами.

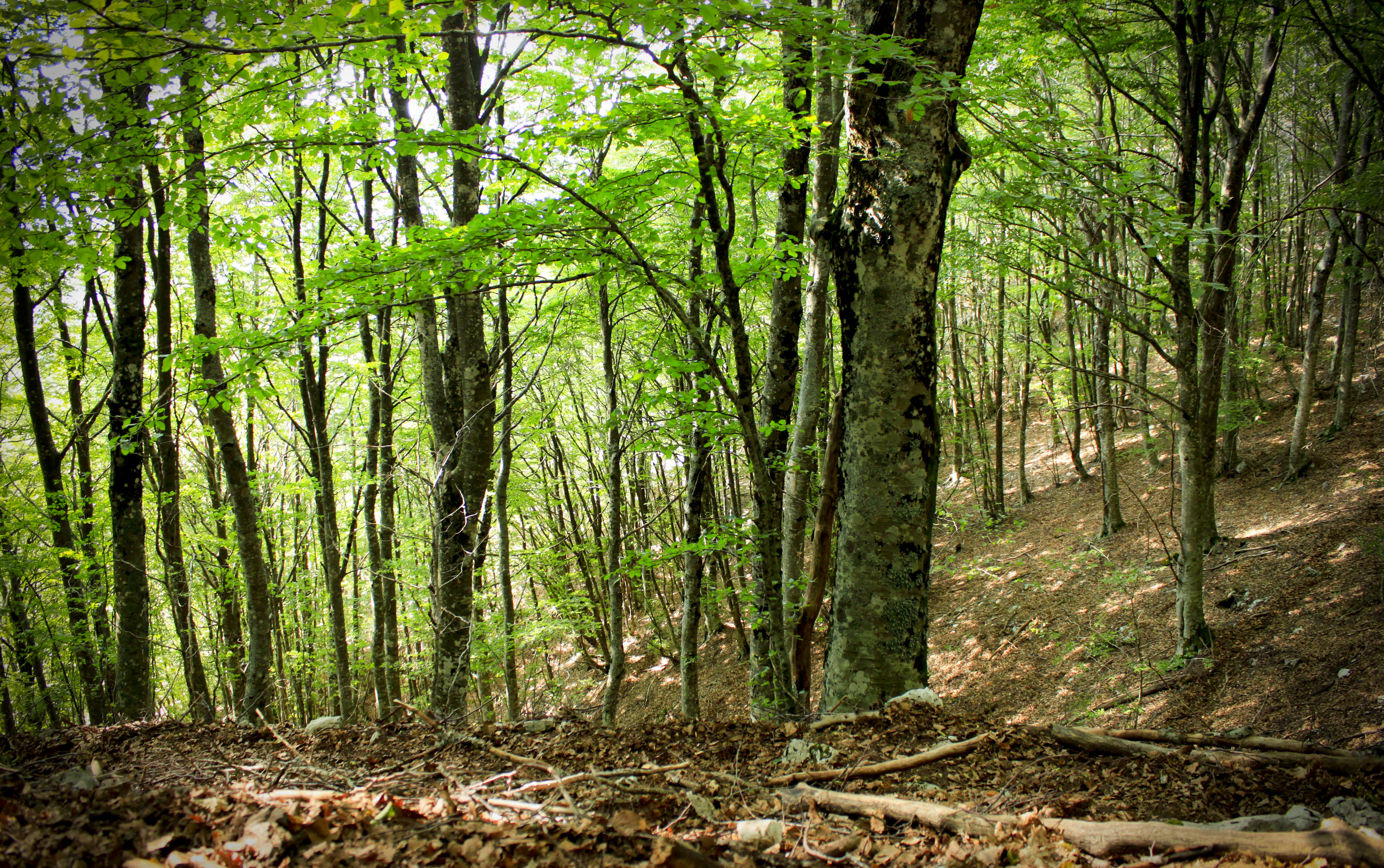
Буковий ліс вгорах Аурунчі, Італія
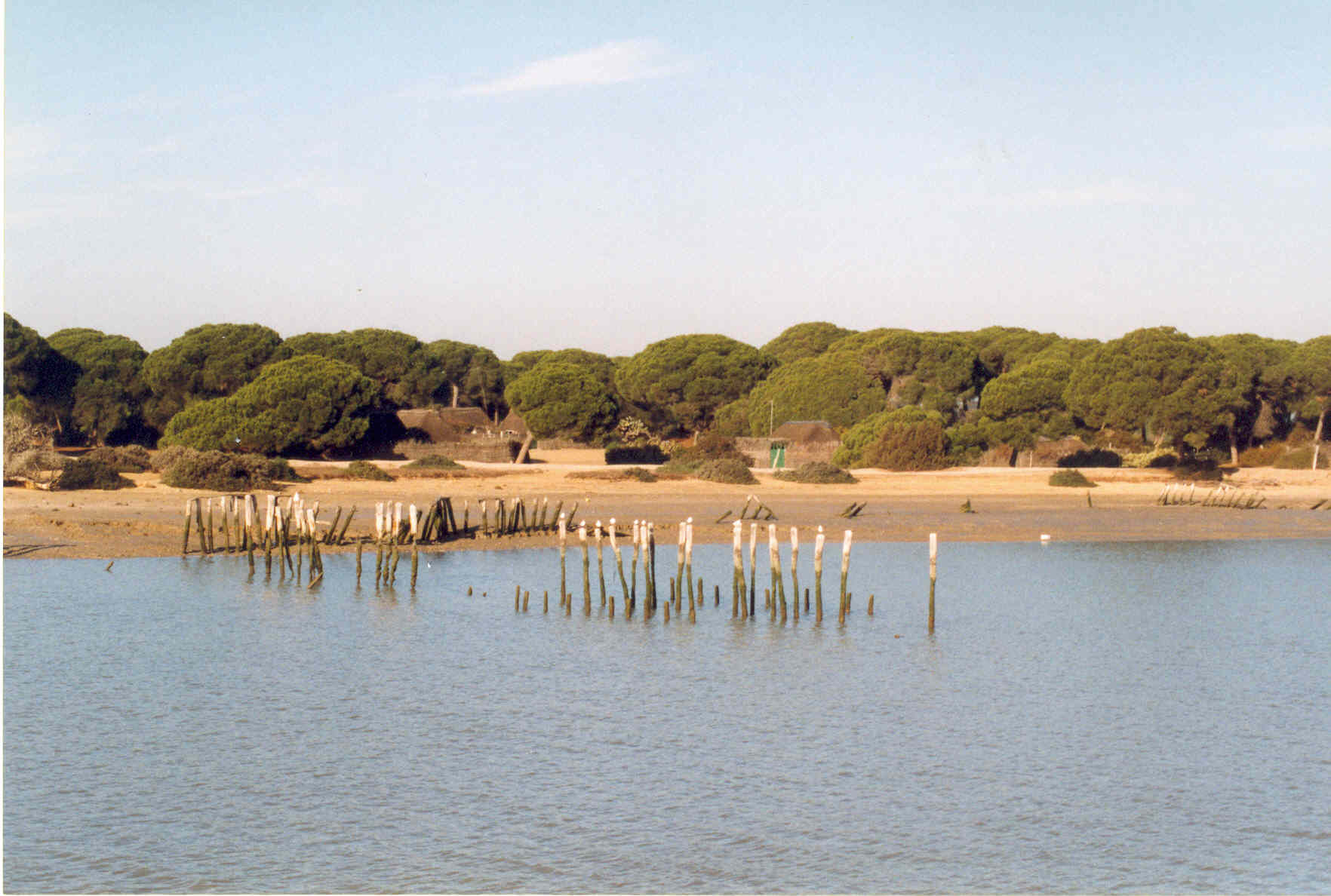
Кам'яні сосни в національному парку Доньяна, Іспанія
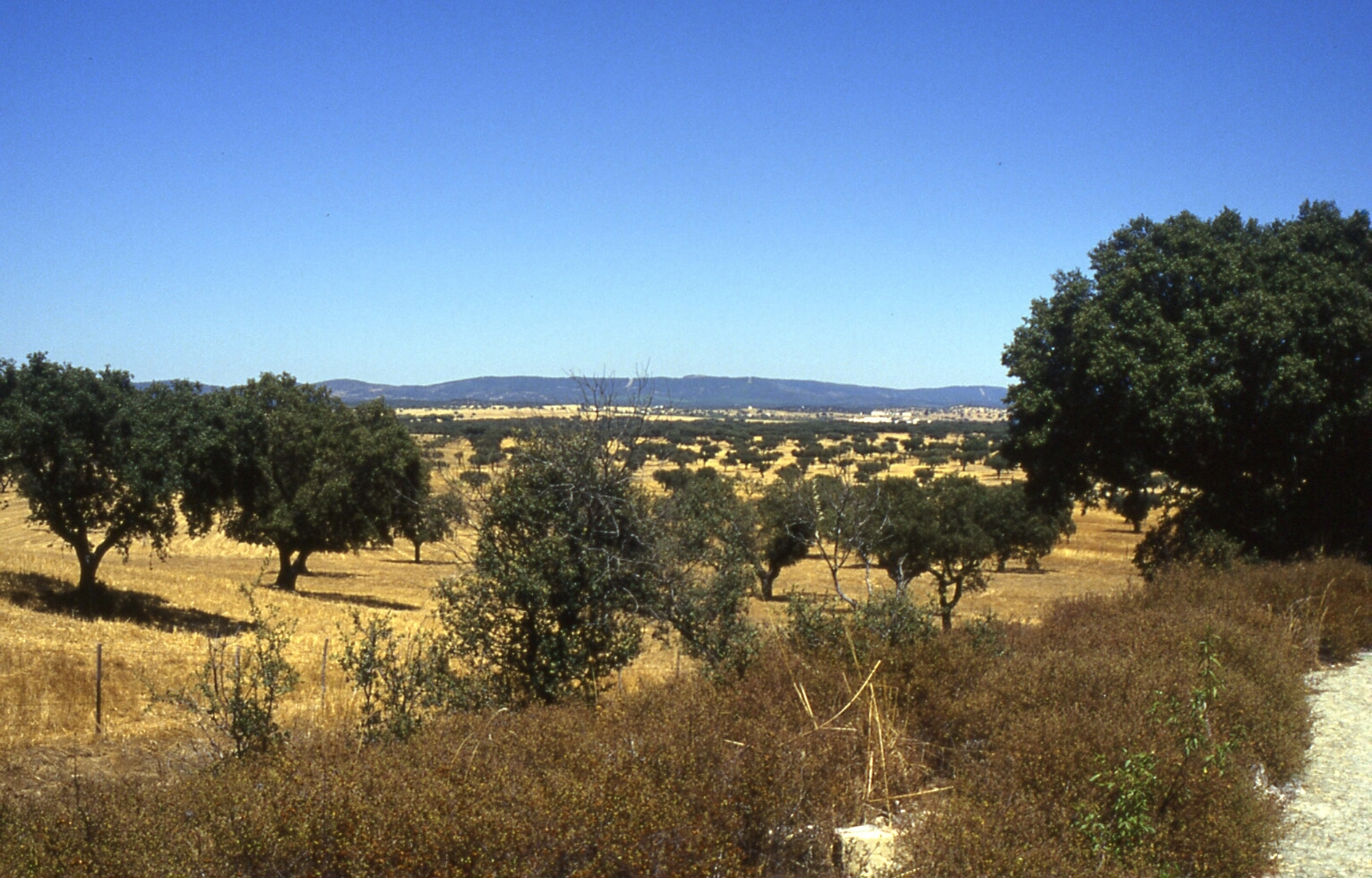
Дубова савана Алентежу, Португалія (Дуб корковий і Quercus rotundifolia)
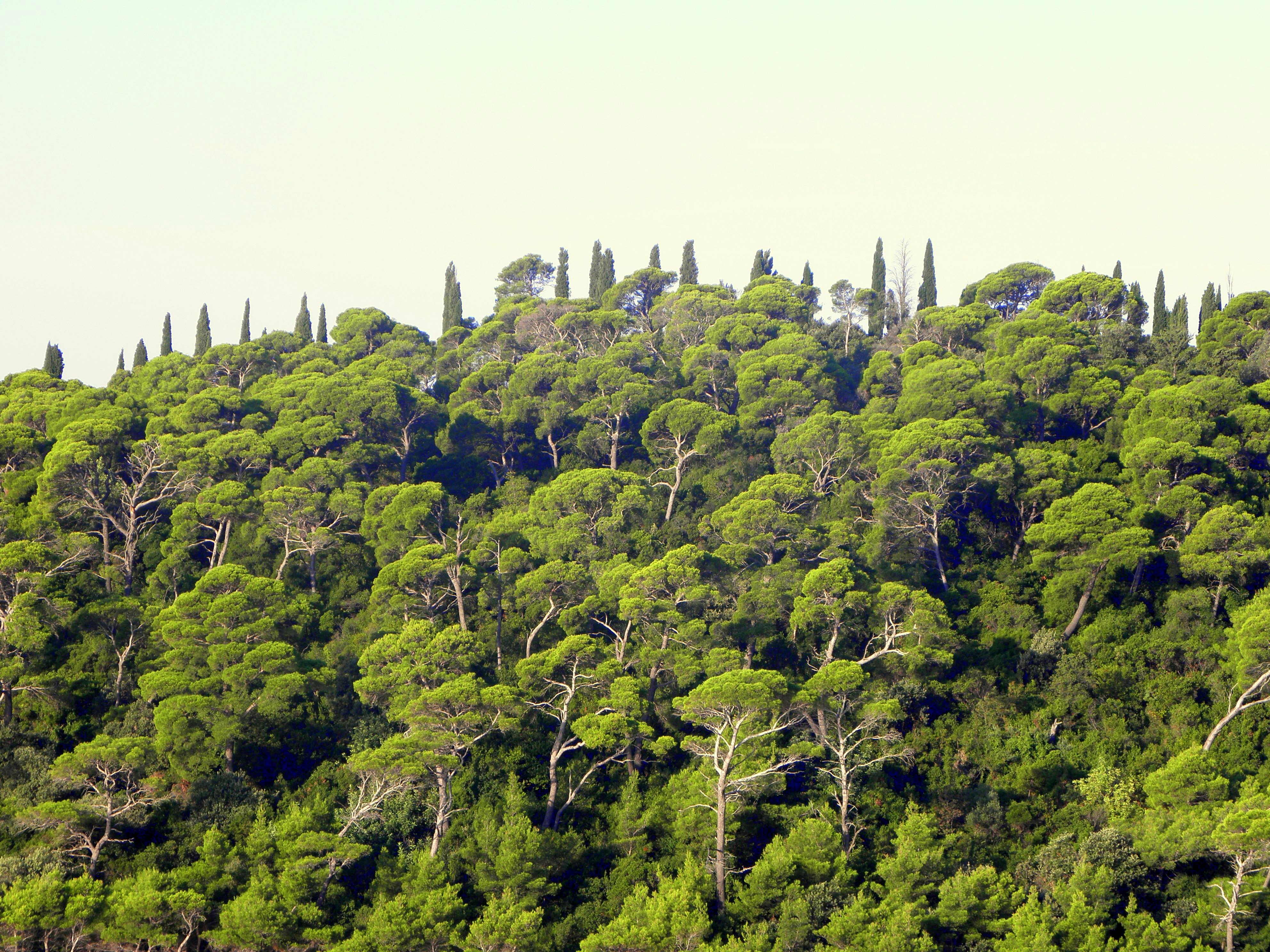
Сосновий ліс Алеппо, Хорватія
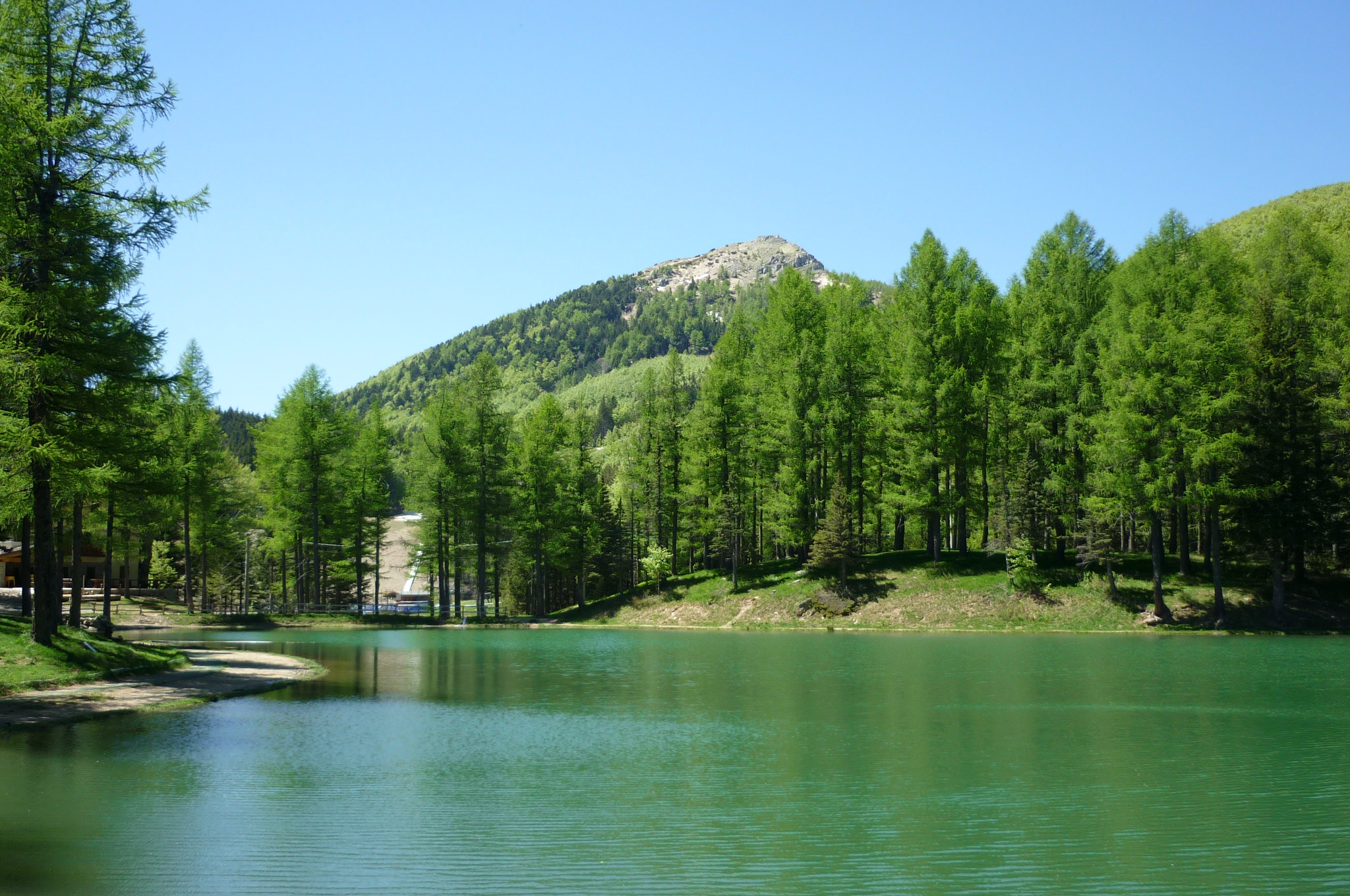
Помірні соснові ліси Монте-Чімоне, Італія
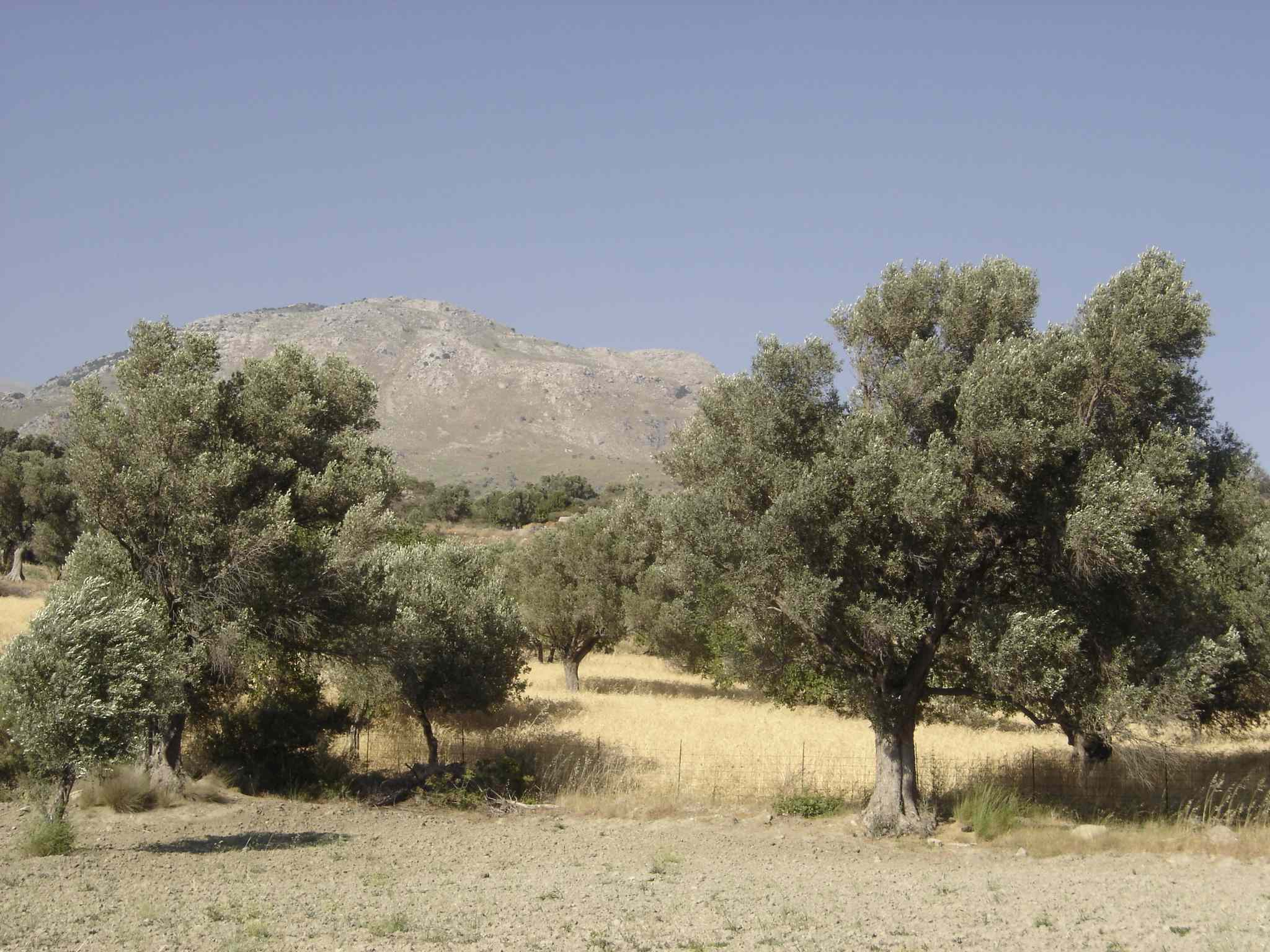
Суха оливкова канавка, Крит

## Демографія

Піраміда населення Південної Європи в 2023 році (класифікація геосхем ООН).

### Мови

#### Романські мови
Найпоширенішою сім’єю мов у південній Європі є романські мови, спадкоємці латинської мови, які поширилися з Італійського півострова та є символом Південно-Західної Європи (Див. Латинська арка). Найпоширенішими романськими мовами в південній Європі є італійська (нею розмовляють понад 50 мільйонів людей в Італії, південній Швейцарії, Мальті, Сан-Марино та Ватикані) та іспанська, якою розмовляють понад 40 мільйонів людей в Іспанії, Андоррі та Ґібралтарі. Інші поширені романські мови включають португальську (нею розмовляють у Португалії та Андоррі), французьку (нею розмовляють у Франції, Монако та долині Аоста в Італії), каталонську (нею розмовляють у східній Іспанії, Андоррі, південно-західній Франції та сардинському місті Альгеро в Італії), галісійську (розмовляють у північно-західній Іспанії), мірандську (розмовляють у північно-східній Португалії) та окситанську, якою розмовляють у Баль-д'Аран у Каталонії, в Окситанських долинах в Італії та на півдні Франції.

#### Слов'янські мови
Слов'янські мови поширені в кількох державах на Балканах. Болгарська мова поширена в Болгарії. Боснійсько-сербсько-хорватською мовою розмовляють у Боснії, Сербії, Хорватії, Чорногорії та Італії (в Молізе). Словенською мовою розмовляють у Словенії, Італії (у Фріулі-Венеції-Джулії ) та Хорватії (в Істрії), а македонською – у Північній Македонії.

#### Інші мови
Грецькі мови або грецька мова широко поширені в Греції та на Кіпрі. Крім того, іншими різновидами грецької мови розмовляють у невеликих громадах деяких інших європейських країн.
Англійська використовується як друга мова в деяких частинах південної Європи. Проте, як основна мова, англійська лише незначно представлена в південній Європі, лише в Ґібралтарі (поряд з іспанською) і на Мальті (вторинна після мальтійської). На Кіпрі також поширена англійська мова. На Західних Балкан також часто вивчається німецька мова.
У Південній Європі є й інші мовні групи. Албанською мовою розмовляють в Албанії, Косово, Північній Македонії, Чорногорії, Греції, Сербії, Хорватії та Італії (зокрема серед арберешів на півдні Італії). Мальтійська мова є семітською мовою, яка є офіційною мовою Мальти, походить від сікуло-арабської, але користується латиницею з сильним впливом на мову басків, регіону на півночі Іспанії та південно-західної Франції і Боснії, а німецькою розмовляють в Італії, зокрема в Південному Тіролі.

### Релігія
Переважаючою релігією в південній Європі є християнство. Християнство поширилося по Південній Європі під час Римської імперії, і християнство було прийнято як офіційна релігія Римської імперії в 380 році нашої ери. Через історичний розрив Церкви на західну половину, що базується в Римі, і східну половину, що базується в Константинополі, різні деномінації християнства є поширеними в різних частинах Європи. Християни в західній половині південної Європи — наприклад, Португалії, Іспанії, Італії — загалом є римо-католиками. Християни у східній половині південної Європи — наприклад, у Греції, Сербії та Північній Македонії — загалом є православними. Іслам широко сповідується в Албанії, Боснії, Косово, Туреччині та Північному Кіпрі. Мусульмани є значною меншиною в кількох країнах Південної Європи, наприклад, Греції, Італії, Іспанії.